# Перфугас
Пѐрфугас (на италиански: Perfugas; на сардински: Peifugas, Пейфугас, на местен диалект Peifigga, Пейфига) е малко градче и община в Южна Италия, провинция Сасари, автономен регион и остров Сардиния. Разположено е на 90 m надморска височина. Населението на общината е 2486 души (към 2010 г.).